# محمد محزري
محمد ماطر محسن محزري (مواليد 19 مايو 2002) ، لاعب وسط كرة قدم سعودي يلعب في نادي التعاون معار من نادي الاتفاق.

## مسيرة اللاعب
بدأ في نادي الاتفاق و أعير إلى نادي الشعلة ونادي التعاون.

## روابط خارجية
محمد محزري على موقع Soccerway.com (الإنجليزية)